# Eric Österberg (bildhuggare)
Eric Österberg var en svensk bildhuggare verksam i början av 1800-talet.
Österberg var verksam som bildhuggare i Stockholm och anlitades för att utföra de ornamentala detaljerna bestående av sländor, kunglig krona, klippor, moln, sol, lagerstav och lejonfötter till en dekorativ bordsplatå till Karl XIV Johans födelsedag 1813. Bordsplatån formgavs av Carl Gustaf Eckstein och finns bevarad på Nordiska museet i Stockholm. 